# Tề Huệ công
Tề Huệ công (chữ Hán: 齊惠公; cai trị: 608 TCN – 599 TCN), tên thật là Khương Nguyên (姜元), là vị vua thứ 22 của nước Tề - chư hầu nhà Chu trong lịch sử Trung Quốc.

## Thân thế
Ông là con trai thứ hai của Tề Hoàn công – vua thứ 16 nước Tề và là em của Khương Vô Khuy, anh của các vua Tề Hiếu công, Tề Chiêu công và Tề Ý công. Mẹ ông là bà Thiếu Vệ cơ.
Năm 643 TCN, vua cha Tề Hoàn công mất. Khương Vô Khuy được Dịch Nha lập làm vua. Khương Nguyên cùng các em là Khương Phan và Khương Thương Nhân cùng tranh chấp ngôi vua với Khương Vô Khuy. Nhưng sau đó Tống Tương công hỗ trợ thế tử Chiêu về giết Vô Khuy giành lại ngôi vua, tức là Tề Hiếu công. Khương Nguyên và các em đều quy phục.
Ngôi vua lần lượt truyền cho các em ông. Tháng 5 năm 609 TCN, Tề Ý công (Thương Nhân) bị Bính Xúc và Diêm Chức giết chết. Người nước Tề bèn lập Khương Nguyên lên làm vua, tức là Tề Huệ công. Ông trở thành vua Tề 35 năm sau khi vua cha Tề Hoàn công mất và là người con thứ năm của Hoàn công kế tục ngôi vua.

## Làm vua
Để tăng cường quan hệ ngoại giao, Tề Huệ công chủ động đi lại với nước Lỗ - vốn có thù oán nhiều đời với Tề. Lỗ Tuyên công mang nhiều ruộng sang hiến cho nước Tề để lấy lòng. Sau đó khi Tề đi đánh nước Lai, Lỗ Tuyên công cũng mang quân giúp.
Sau này, Tề Huệ công thấy nước Lỗ quy phục nên lần lượt trả lại ruộng cho nước Lỗ ở đất Vân, Hoan và Quy Âm.
Cũng như các đời vua trước, trong thời gian ở ngôi, Tề Huệ công cũng phải đối phó với sự xâm lấn biên giới của người nước Địch ở phía bắc.
Mùa hè năm 599 TCN, Tề Huệ công qua đời. Ông ở ngôi tất cả 10 năm. Con ông là Khương Vô Giã lên nối ngôi, tức là Tề Khoảnh công.